# Karl Buhrow

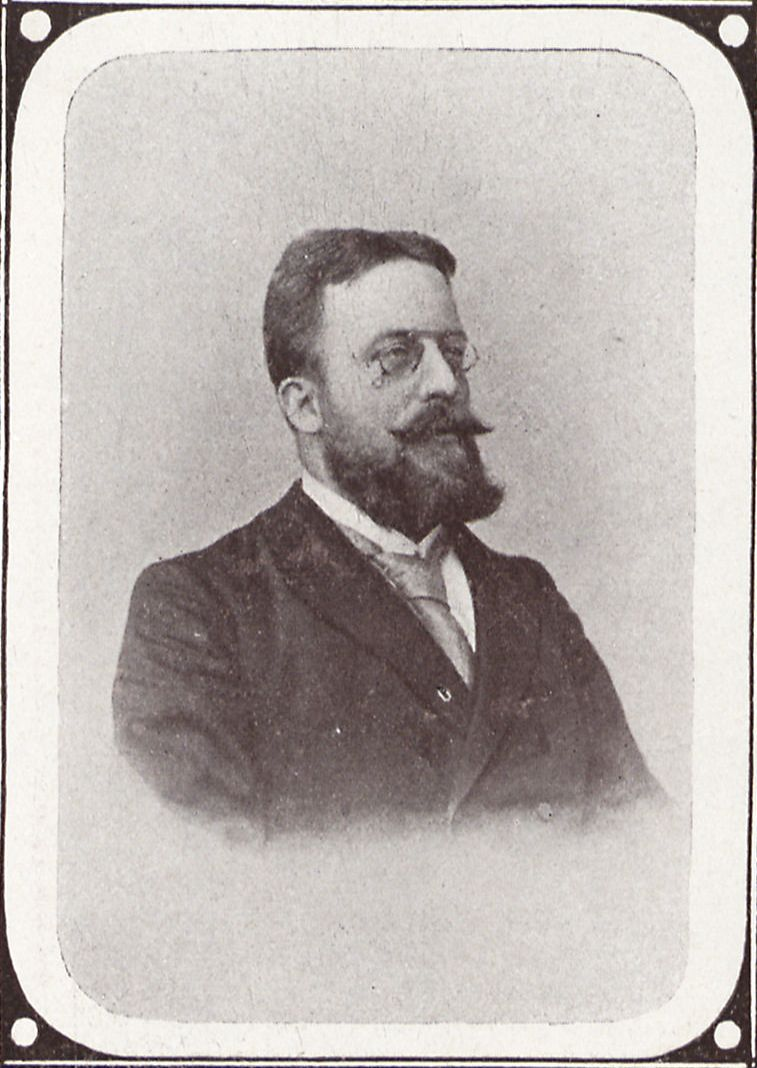
Karl BuhrowBürgermeister von Steglitz

Karl Wilhelm Hermann Buhrow (* 14. Mai 1863 in Neustettin; † 14. Januar 1939 in Berlin-Lichterfelde) war ein deutscher Jurist und Kommunalpolitiker. Von 1902 bis 1921 war er Bürgermeister von Steglitz, der bis zur Eingemeindung nach Groß-Berlin größten preußischen Landgemeinde.

## Leben
Karl Buhrow war der Sohn eines Landgerichtspräsidenten. Nach dem Abitur studierte er zwischen 1881 und 1884 Rechtswissenschaften an den Universitäten in Tübingen, Halle und Berlin. Am 1. Oktober 1890 bestand er das Assessorexamen und arbeitete anschließend beim Amtsgericht Lyck in der Provinz Ostpreußen. Buhrow trat in den Dienst kommunaler Ämter: Ab 1893 wechselte er als Stadtrat und Kämmerer in die Kreisstadt Memel. Ab 1897 folgte eine Tätigkeit als Stadtsyndikus in der brandenburgischen Stadt Forst. 1898 trat er als Zweiter Bürgermeister in den Dienst der Stadt Aschersleben.
Im Oktober 1901 wurde Buhrow zum Amts- und Gemeindevorsteher der Landgemeinde Steglitz im Kreis Teltow gewählt. Dieses Amt trat er am 1. Januar 1902 an und führte es ab 1905 mit der Amtsbezeichnung Bürgermeister bis zum 1. April 1921. Während seiner Amtszeit entstanden u. a. der Stadtpark Steglitz, das Kraftwerk Steglitz, die Markus- und die Lukaskirche, das Stadtbad Steglitz und das Postamt Steglitz 1 in der Bergstraße (1907–1909 nach Entwürfen von Wilhelm Walter errichtet). Ferner wurde die Grunewaldbahn genannte Straßenbahn der Gemeinde Steglitz (1905), das Paulsen-Realgymnasium (1908/09) und das Lyzeum (1912; heute: Fichtenberg-Oberschule) eröffnet. Die Einwohnerzahl stieg von rund 21.000 (um 1900) auf rund 83.000 Einwohner unmittelbar vor der Eingemeindung von Steglitz nach Groß-Berlin im Oktober 1920.
Ende 1916, während des Ersten Weltkrieges, wurde er mit dem Eisernen Kreuz am schwarz-weißen Bande ausgezeichnet. Anfang 1918 wurde er zum Hauptmann befördert, bevor er im November des Jahres aus dem Felde heimkehrte.
Im Anschluss an seine Tätigkeit als Steglitzer Bürgermeister – die vormalig selbständige Landgemeinde wurde mit Wirkung zum 1. Oktober 1920 nach Groß-Berlin eingemeindet – war er als Verwaltungsrechtsrat tätig.
1923 gründete Buhrow den heutigen Heimatverein Steglitz unter der Bezeichnung Verein für die Ortsgeschichte Steglitz und übernahm bis 1928 den Vorsitz. Von 1922 bis 1937 war er Vorsitzender des damals deutschlandweit bekannten Heilstättenvereins Lenzheim mit Sitz in Berlin-Steglitz. Außerdem war er von 1902 bis 1933 Patronatsältester der evangelischen Kirchengemeinde Steglitz. Vom 12. Dezember 1929 bis zum 12. März 1933 gehörte Buhrow der Berliner Stadtverordnetenversammlung an.
Buhrow wohnte zuletzt am Hindenburgdamm 131. Seine letzte Ruhestätte fand er auf dem Parkfriedhof Lichterfelde (Grabstelle nicht mehr vorhanden).
Er war seit 1895 verheiratet mit Gertrud Dörre und hatte mindestens einen Sohn, Gerhard.

## Ehrungen

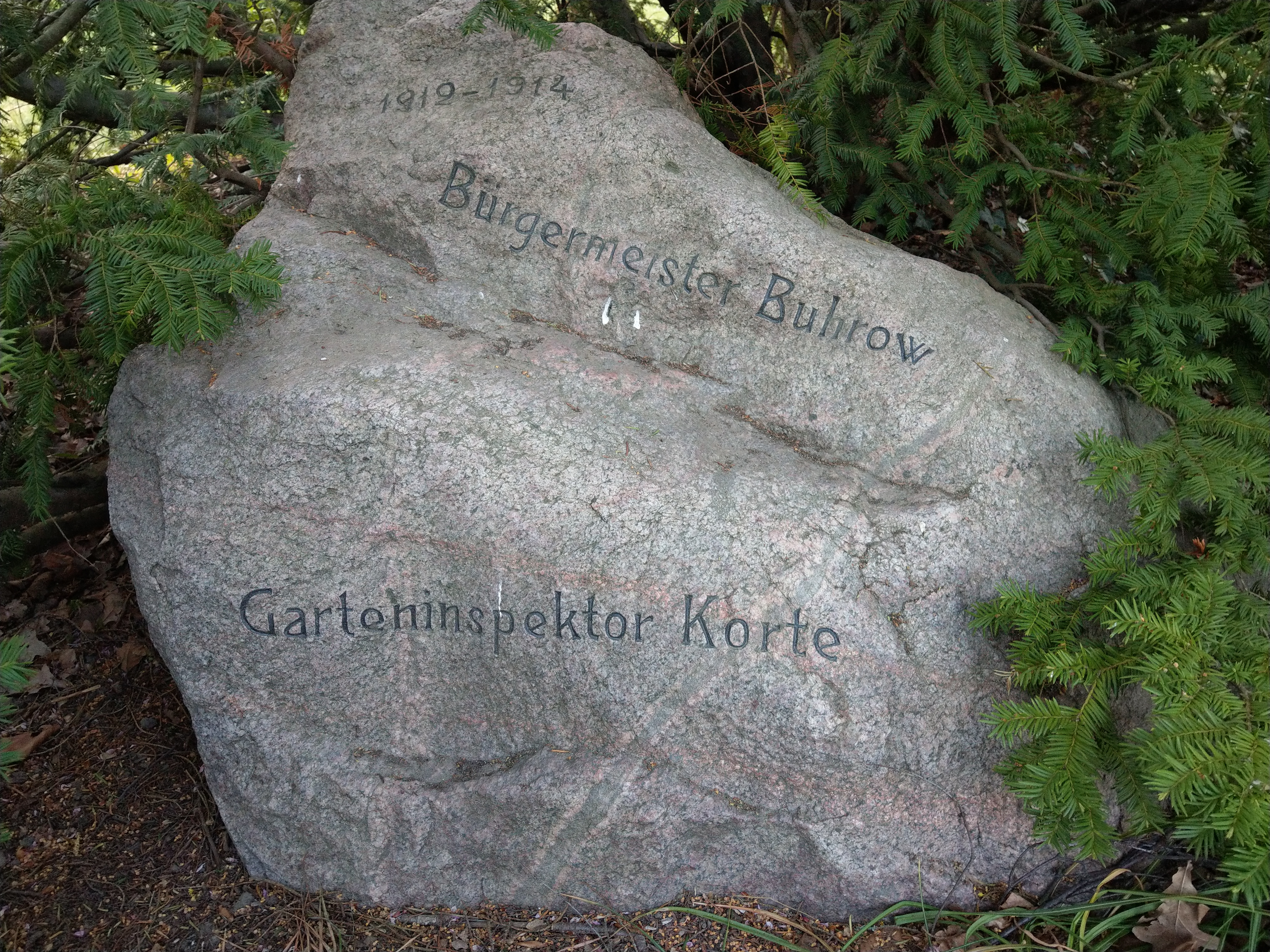
Gedenkstein im Stadtpark Steglitz (nahe Brunnen)

Seit dem 11. Juli 1957 ist die Buhrowstraße in Berlin-Südende dem Gedenken an den langjährigen Bürgermeister der vormaligen Gemeinde Steglitz gewidmet. Außerdem befindet sich zu seiner Erinnerung ein Findling im Stadtpark Steglitz (Lage).